# Libertasomycetaceae
Libertasomycetaceae is een familie van de  Ascomyceten. Het typegeslacht is Libertasomyces.

## Geslachten
Volgens Index Fungorum bestaat de familie uit de volgende geslachten:
- Libertasomyces
- Neoplatysporoides